# خسرو
خُسرو (به پارسی میانه: 𐭧𐭥𐭮𐭫𐭥𐭣𐭩‎) یک نام و اصلاح پارسی به معنای «پادشاه» است. جمع این واژه به‌صورت خُسرُوان است. واژهٔ خسرو در اوستا به صورت هوُ-سْرَوَه (hu-sravah) به معنای «نیک سروده شده»، «نیک‌نام» و «مشهور» آمده است. معرب واژهٔ خسرو، کسری است که در فرهنگ اسلامی-ایرانی به معنای «پادشاه» و «مَلِک» در نظر گرفته شده است. واژهٔ خسرو همچنین اصطلاحی در اشاره به تمام شاهنشاهان ساسانی یا دیگر پادشاهان کهن ایران می‌باشد و از اسامی پسرانه محسوب می‌شود.

## تعریف اجمالی
واژهٔ خسرو در اوستا به صورت هوُ-سْرَوَه (hu-sravah) به معنای «نیک سروده شده»، «نیک‌نام» و «مشهور»، در سانسکریت به صورت سوشرَوَز (sushravas)، در پهلوی به اشکال هُوسرو (husruv) و خُو-سرو (xu-srav) به معنی «نیک‌شهرت» و «خوش‌آوازه» و در پازند به شکل خسرو (xosrau) آمده است. معرب واژهٔ خسرو، کسری است که در فرهنگ اسلامی-ایرانی به معنای «پادشاه» و «مَلِک» در نظر گرفته شده است. این نام در فرهنگ دورهٔ اسلامی در برابر واژهٔ قیصر و متناظر با آن به‌کار رفته است. جمع آن به شکل خُسرُوان است که بیشتر در ادبیات فارسی استعمال شده است. مجدالدین فیروزآبادی در قاموس‌اللغه می‌گوید: «[خسرو] لقب سلاطین ایران و معنی آن واسع‌الملک یعنی صاحب کشوری پهناور است. از پادشاهان ساسانی، دو تن به این نام بوده‌اند: یکی خسرو اول ملقب به انوشیروان و دیگری خسرو دوم ملقب به اپرویز یا پرویز.» در دیگر دوره‌ها ازجمله در دوران اسلامی، شاهان، حاکمان، سرداران و افراد گوناگون دیگری نیز به نام خسرو وجود داشته‌اند.
به نوشتهٔ لغت‌نامه دهخدا، خسرو به معنای «هر پادشاه صاحب شوکت» است و با واژگان مَلِک، کسریٰ و قیصر قرابت معنایی دارد. این واژه همچنین اصطلاحی در اشاره پادشاهان کهن ایران (در اصل شاهنشاهان ساسانی) است. در شعر:
| این مملکتِ خسرو تأیید سمائیست |  | باطل نشود هرگز تأیید سمائی |
| — منوچهری                    |  |                            |

| کجا شد فریدون و ضحاک و جم |  | مهان عرب خسروان عجم |
| — فردوسی                  |  |                     |

| خسرو از بهر عدل باید و داد |  | ورنه هر کس ز پشت آدم زاد |
| — سنایی                    |  |                          |

| بسی خسرو نامور پیش از او |  | شدستند زی ساری و ساریان |
| — دیباجی                 |  |                         |